# Nerastria santarita
Nerastria santarita là một loài bướm đêm trong họ Noctuidae.